# پریتیکا
پریتیکا (به لاتین: Prityka) یک منطقهٔ مسکونی در روسیه است که در سرزمین آلتای واقع شده‌است.